# Bloodsimple
I Bloodsimple sono un gruppo metalcore/alternative metal di New York, Stati Uniti.

## Storia del gruppo
Nati nel 2002 con il nome di Fix 8, la prima formazione era composta da Tim Williams e Mike Kennedy rispettivamente cantante e chitarrista dei Vision of Disorder, dal bassista Kyle Senders di Screw e Medication ed ex dei Piece Dogs e Chris Hamilton batterista di Medication, Downset, Crowbar e Deadbolt.
Dopo aver realizzato 3 demo in 3 anni, nel maggio 2004 il gruppo ha aperto un concerto per i Superjoint Ritual e in giugno ha firmato un contratto per la Bullygoat Records, l'etichetta di proprietà di Chad Gray dei Mudvayne. Il debut album A Cruel World è stato registrato a Vancouver, Canada, con il produttore Garth Richardson, per promuovere l'album la band partecipa all'Alliance of Defiance Tour in febbraio insieme a Otep, American Head Charge e Candiria; in estate va di nuovo in tour con American Head Charge e Static-X e partecipa al Masters of Brutality con Gizmachi, Byzantine e Six Feet Under. In ottobre è la volta di un tour con Soulfly, Throwdown e Incite.
Il 24 settembre durante il concerto al Club Voltage di Levittown di New York c'è stata una non preannunciata riunione dei Vision of Disorder, il precedente gruppo di Williams e Kennedy. Il 2006 viene inaugurato con il supporto ai Disturbed nello Jägermeister Tour e a marzo partecipano insieme ai God Forbid al tour in Gran Bretagna e Irlanda dei Trivium dal nome "The Crusade III: Ascend Above The Ashes". Nel frattempo il batterista Hamilton abbandona il gruppo per formare i Saint Caine insieme all'ex cantante/chitarrista dei Dropbox John Kosco, il chitarrista Joey Wilkinson e il bassista John Eville, il suo posto viene preso per alcuni concerti da Brandon Cohen anche lui ex dei Vision of Disorder.
In estate, dopo un tour a supporto di Stone Sour e Alice in Chains, partecipano al Download Festival a Donington Park, Gran Bretagna. Insieme al produttore Machine registrano la reinterpretazione di 5 in 1 dei The Doors. Il 2007 è cominciato con l'ennesimo tour questa volta con Sevendust e Diecast partito l'8 febbraio da Fort Wayne, Stati Uniti.
Nel 2010, in contemporanea all'annuncio della formazione dei MonstrO, Kyle Sanders ha annunciato lo scioglimento dei Bloodsimple.

## Formazione

### Formazione attuale
- Tim Williams – voce
- Mike Kennedy – chitarra
- Nick Rowe – chitarra
- Kyle Sanders – basso

### Ex componenti
- Chris Hamilton – batteria
- Brendon Cohen – batteria

## Discografia

### Album in studio
- 2005 – A Cruel World
- 2007 – Red Harvest